# 見目陶苑
見目陶苑（けんもくとうえん）は、栃木県芳賀郡益子町にある「益子焼」の窯元・製陶業者である。
過去には「見目製陶所」とも称していた。
濱田庄司が益子町にやってきた時に、佐久間藤太郎と共に初期から濱田と交流を持った2代目当主である見目喜一郎と、現在、益子陶器市で開かれるテント村の一つ「KENMOKU広場」が有名である。

## 沿革

### 初代・見目末吉
見目陶苑は具体的な開窯時期は不明であるが、明治の頃には初代となる見目末吉によって開窯されていた
。
末吉は従事していた陶工たちと共に、国内でおこなわれていた勧業博覧会や共進会や品評会に工場の商品を出品し受賞し表彰され、また「益子陶器同業組合」や、「益子陶器製造人組合」に参加し、益子焼の品質向上に努めていた。

### 2代目・見目喜一郎
見目喜一郎（けんもく きいちろう）は、1896年（明治29年）3月21日に見目末吉の子として益子町に生まれる。
大正時代、濱田庄司が益子にやってきて作陶活動を始めた頃、佐久間藤太郎と共に濱田の作陶を見に行き、佐久間と共に濱田の指導を受け、濱田の提唱する「民藝運動」に協力したのが、当時、部屋住みの若者であり、後に見目陶苑2代目となった喜一郎であった。
喜一郎は濱田や佐久間が参加した「栃木県工芸美術作家協会」に参加するなど、濱田や佐久間と共に、益子焼が民藝の代名詞として日本全国に名を広めていった時期の草分け的存在となった
。
1938年（昭和13年）1月25日に発足した｢益子陶器工業組合｣では理事を務め、栃木県陶磁器共同組合にも参加しその常務理事を務め、益子町議会議員も務めた。その他、益子町消防団長、栃木県検察審査会、益子町教育委員、益子町社会教育委員会委員長、公安委員、国勢調査事務員など、益子町や栃木県の様々な役員を歴任した。
1937年（昭和12年）頃には、佐久間藤太郎たちと共に「十四年会」を結成し、益子の窯業を支配し「益子の瀬戸物」を安価で買い叩き、喜一郎たちの親に圧力を掛け「濱田庄司的な民藝のやきもの」を作るのを止めさせようとしていた益子焼の仲買人業者たちとの交渉も行うなど、民藝陶芸家として名高くなった佐久間藤太郎を表とするならば、益子町の様々な役職を担う裏方を務め、益子における民芸運動の「縁の下の力持ち」的存在となった。
また益子で初めて窯変辰砂を編み出し、作陶では明るい色合いの作風を好んだ。
その一方で喜一郎は多趣味であり、俳句を嗜み、俳句の師匠から「陶窯舎 小草」の号を頂戴していた。また、自然の中にある石を鑑賞する「愛石」の趣味も持っていた。
そして写真撮影も趣味としており、2012年（平成24年）に開催された「土祭2012」では、益子町城内坂の陶器販売店「陶庫」の石蔵ギャラリーで行われた写真展「懐かしき日、桃源郷益子」に、喜一郎が撮影した写真が提供され展示された。
1974年（昭和49年）11月7日、内臓疾患で逝去した。享年78。
同日、佐久間藤太郎と同格となる勲五等瑞宝章と従六位を追賜された。

### 3代目・見目宏一
見目宏一（けんもく こういち、1923年（大正12年）3月15日 - ?）は、見目喜一郎の長男として益子町に生まれる。
1970年（昭和45年）に3代目となり、1972年（昭和47年）6月、「有限会社 見目陶苑」を設立した。専務取締役となり、後に代表取締役となった。
宏一は陶工として轆轤の前に座り益子焼を作陶する傍ら、見目陶苑を「益子焼を販売する窯元」として成長させていった。
民藝の精神に基づき、幅広く大衆のための日常で用いられる食器を作ることを心掛けながら、益子焼を制作販売していった。

### 4代目・見目十塩、木実夫妻
見目俊男（けんもく としお、1951年（昭和26年）4月7日 - ?）は、父・宏一の子として益子町に生まれる。
愛知県立窯業訓練校を卒業した後、見目陶苑4代目となり窯を継いだ。
そして「見目十塩（けんもく としお）」と名乗り、妻・木実と共に、民芸一筋だった3代目であった父・宏一とはガラリと変わり、伝統的な益子焼というよりは、個々の作家の個性を生かし独創的なオリジナリティを出していくことを目指して、自由でおおらかな、まるで子どもの無垢な遊びから持ってきたような「自由な土遊び」風な作陶活動を行っていった。
基本的にはクラフト系であり、ひらがな文様の作品や、ABCのアルファベットや英文を極端にデフォルメした独特な文様や、ピカソやミロやダリの作風の文様をやきものに施したユニークかつ新鮮な作陶作品を行っていた。
そして好き勝手に作っているように見えつつも、アースカラー中心の渋い陶器が多めであり、アジアン風な素朴な土の風味の器や、土や岩を感じさせるざらりとした手触りの作品に、心安らぐ温かさを感じる
土の味を生かした温かみのある陶器を作っていた。
作り手が自由なら使い手も自由、用途を決めないで自由な発想で器を使って楽しんで欲しい、と考え、それは「新しい民芸」ともいうべき斬新な作陶活動をしていた。
そして「ギャラリーKENMOKU」や、見目陶苑の作陶の細工場だった大谷石の蔵を「ギャラリー土空間」と名付け、東南アジアの森を連想させる内装を施し、十塩と木実夫妻の作品を中心に、見目陶苑の若手スタッフや、地元・益子の若手作家たちの作品を並べ、展示し販売していた。
また、古くからある見目陶苑の建築物を活用し、不思議なインテリアを置いたヘルシーかつカジュアルなメニューを提供するカフェや
、陶芸教室も経営していた。

### 見目木実と「KENMOKU広場」

#### 見目木実
見目十塩の妻・見目木実（けんもく このみ）は、彫刻や創作書道など、様々な芸術を手掛けた芸術家である石川季彦の子として東京都文京区駒込に生まれる。
父親とは別の創作の道を模索した結果、陶芸家になることに決め、京都府の嵯峨美術短期大学に入学し陶芸を学び、夢中になって土と遊ぶ2年間を過ごす。
卒業後は東京に戻り新宿の陶芸教室で講師を務めながら著名な和食店へ器を提供するなどしていたが、東京を離れ、笠間焼の陶芸家・伊藤東彦に弟子入りしようと茨城県笠間市へと赴くが断られ、同じく笠間焼の陶芸家である小島英一の世話になる。
そして益子焼の陶芸家である小滝悦郎の縁により益子町に移住した。見目十塩と結婚し見目陶苑に嫁いだ。そして母と妹と、弟であり後に益子町の陶芸家となる石川若彦と、父・石川季彦の、木実の家族が一家揃って益子町に移住した。
そして夫・十塩と共にプロデューサーである馬場浩史と交流し、馬場が「starnet」や「土祭」などの益子での活動を始めるきっかけを作った。

#### 「KENMOKU広場」
現在、見目陶苑は見目木実がオーナーとなっており、敷地内に設けられた「KENMOKUギャラリー」や「gallery土空間」、そして「KENMOKU広場」で様々なイベントが催されている。
2002年（平成14年）には「gallery土空間」で音楽ライブを催したり、2009年（平成21年）に開催された「土祭2009」には見目陶苑の「見目ギャラリー」を作業場として、また「見目陶苑 土空間」を会場として、造形作家KINTAのアイデアで土人形作りのワークショップを行った。また2021年（令和3年）に開催された「土祭2021」では「土祭KENMOKU広場」として「土祭」の総合受付会場が設けられた。
そして益子陶器市の開催時には「KENMOKU広場」に様々な陶芸家やアーティストや飲食店が集い、テント村の一つ「KENMOKUテント土空間」が開かれ賑わっている。

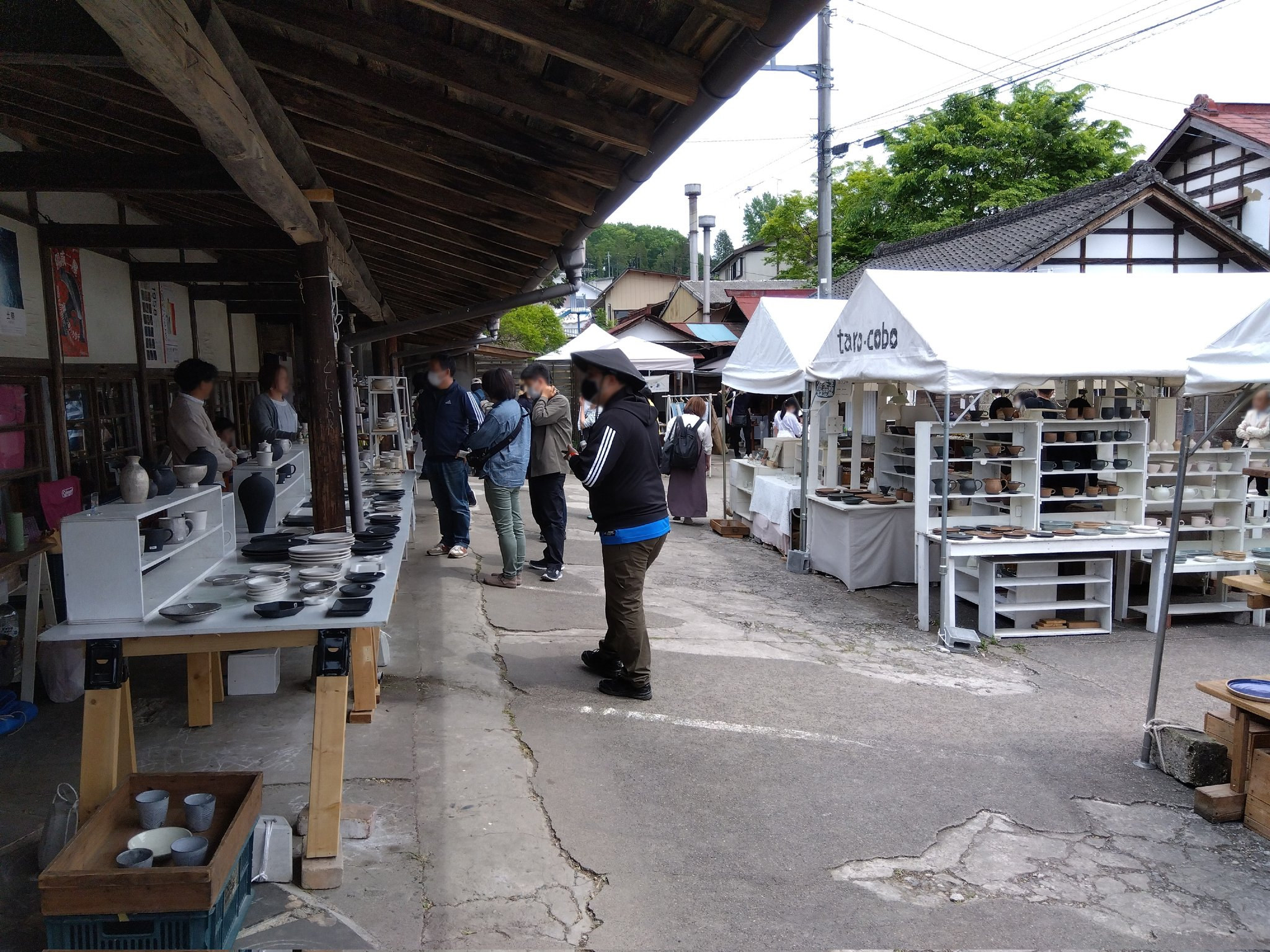
2023年（令和5年）春の益子陶器市テント村「KENMOKUテント土空間」「Gallery土空間」前。

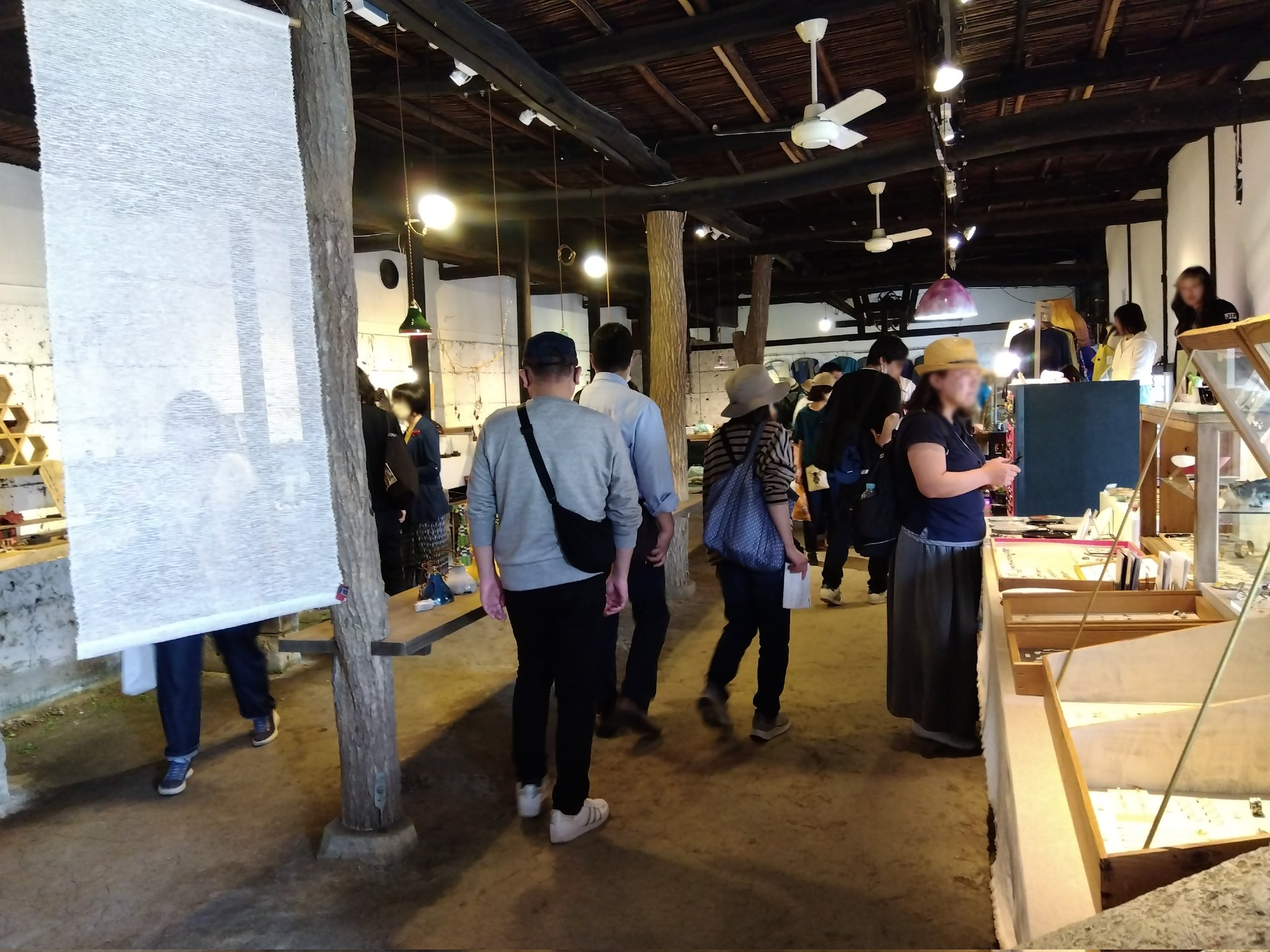
2023年（令和5年）春の益子陶器市テント村「KENMOKUテント土空間」「Gallery土空間」内。

## 修業した陶芸家
- 丹羽あかね[96][97][98]
- 福島晴雄：ふくしま窯（益子焼ふくしま）

：2代目・見目喜一郎に師事。